# L'Île des abeilles tueuses
L'Île des abeilles tueuses (Die Bienen - Tödliche Bedrohung) est un téléfilm allemand réalisé par Michaël Karen et diffusé en 2008.

## Synopsis
Une île est hantée par des abeilles meurtrières.

## Fiche technique
- Titre original : AmsterdamDie Bienen - Tödliche Bedrohung
- Réalisation : Michaël Karen
- Scénario : Annette Simon, Frank Raki et Nicole Bujard
- Photographie : Jochen Stäblein
- Musique : Siggi Mueller
- Durée : 110 minutes
- Date de diffusion :
- Genre : film d'horreur

## Distribution
- Janin Reinhardt : Karla
- Klaus J. Behrendt : Hans
- Stephan Luca : Ben
- Rolf Kanies : Docteur Alvarez
- Sonja Kirchberger : Susanna
- Paula Schramm : Maria
- Patrick von Blume : Docteur Salazar
- Peter Benedict : Barocha